# Fața-Lăzești
Fața-Lăzești falu Romániában, Erdélyben, Fehér megyében. Közigazgatásilag Aranyosfő községhez tartozik.

## Fekvése
Aranyosfő mellett fekvő település.

## Története
Faţa-Lăzeşti korábban Aranyosfő része volt. 1956-ban vált külön településsé 117 lakossal. 1966-ban 107, 1977-ben 135, 1992-ben 118, a 2002-es népszámláláskor 96 román lakosa volt.